# Lifan Xuanlang
Lifan Xuanlang (轩朗) — семиместный минивэн китайской группы компаний Lifan.

## Описание
Lifan Xuanlang впервые был представлен в 2016 году на автосалоне в Гуанчжоу. На момент запуска цены варьировались от 69800 до 106800 юаней.
При разработке дизайна компания ориентировалась на Ford S-Max. При этом технически с американской моделью Lifan Xuanlang не имел ничего общего.
Кроме Китая, автомобиль также продавался в России и Тунисе.

## Технические характеристики
Lifan Xuanlang оснащался четырёхцилиндровыми бензиновыми двигателями объёмом 1,5; 1,8 и 2 литра. Привод передний. Двигатели сочетались в паре с пятиступенчатой механической или же с восьмиступенчатой автоматической трансмиссией, а опционально — с вариатором.